# 林河
52°44′42″N 12°13′17″E / 52.74500°N 12.22139°E

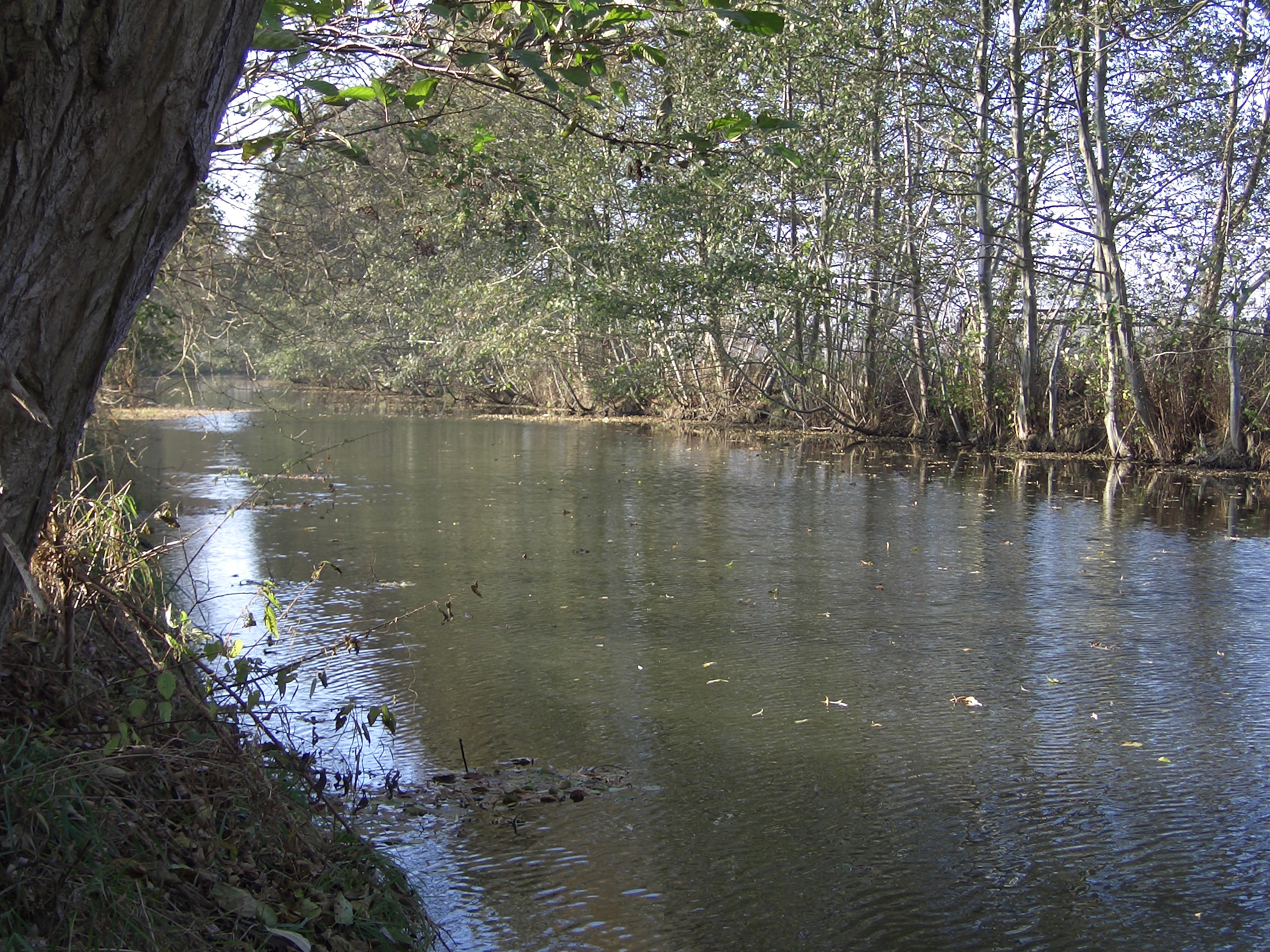

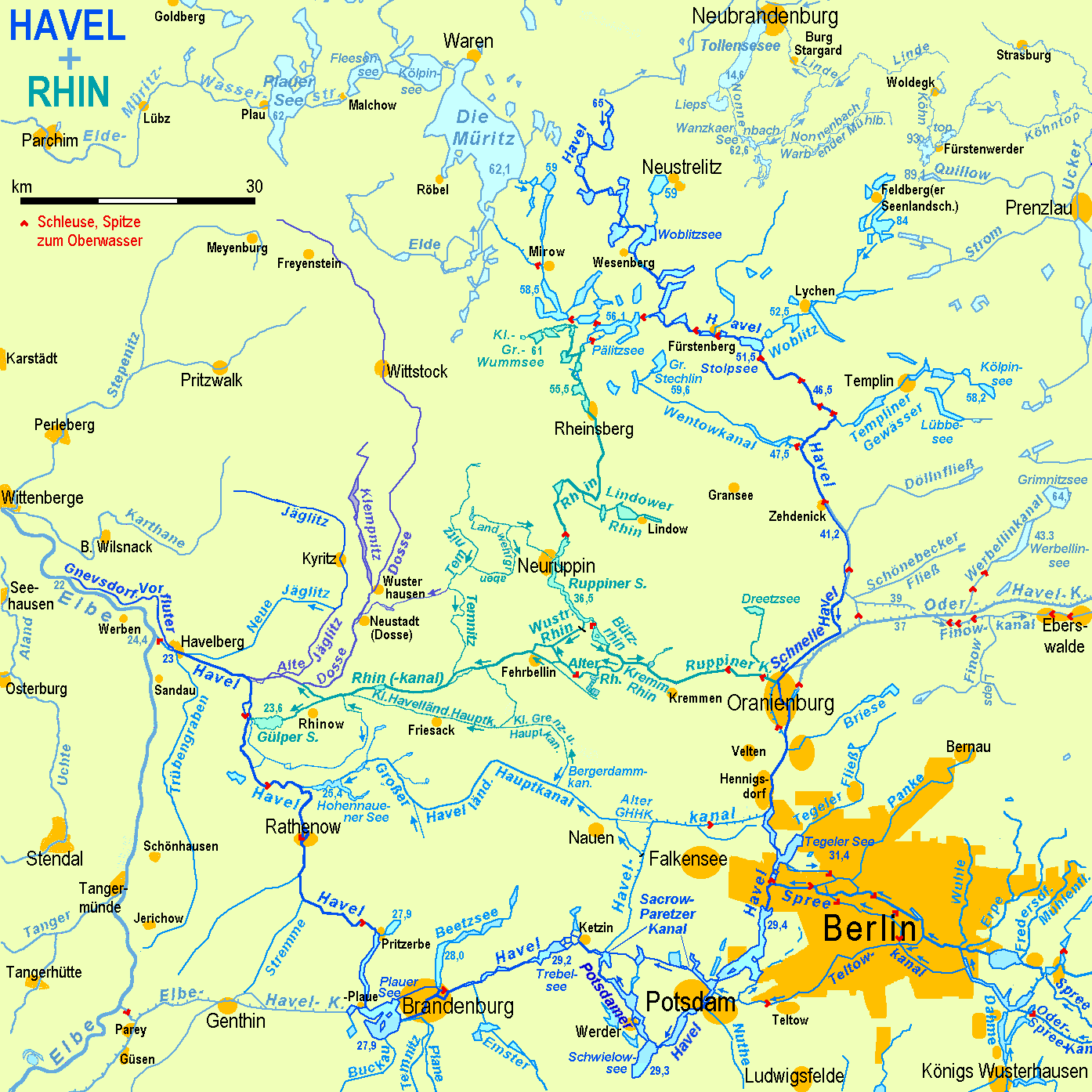

林河（德語：Rhin）是德國的河流，位於勃蘭登堡州，屬於哈弗爾河的右支流，河道全長125公里，流域面積1,780平方公里，發源自莱茵斯贝格以西8.5公里。